# Sørfjorden (Ullsfjord)
 For alternative betydninger, se Sørfjorden. (Se også artikler, som begynder med Sørfjorden)
Sørfjorden (nordsamisk: Moskavuotna, bliver brugt om hele Ullsfjorden) er den inderste delen af Ullsfjorden i Tromsø kommune i Troms og Finnmark fylke i Norge.
Fjorden er 28 km lang, og starter ved Storstraumen, mellem landsbyen Skarmunken i vest og Straumsnes i øst. På østsiden af fjorden ligger landsbyen Olderbakken, og på vestsiden ligger Sjursnes, som var kommunecenter i den tidligere Ullsfjord kommune. I Sjursnes ligger også Ullsfjord kirke. Fjorden er omtrent 4 kilometer bred på dette sted.
Ved Skognes svinger Sørfjorden mod sydvest, og bliver smallere. Omkring 10 km fra fjordbunden går Lakselvbukta ind i østsiden af fjorden. Inderst i bugten ligger landsbyen Lakselvbukt, som i dag er den største landsby i fjorden. Sørfjorden slutter i et lille afskåret vand, der kaldes Sjøvassbotn, som har udløb via et smalt sund kaldet Sørstraumen. Fra Sjøvassbotn er der 3 km over til Balsfjorden.
Foruden landsbyerne som er nævnt ligger der langs hele Sørfjorden mange mindre landsbyer og bosætninger på begge sider af fjorden. Fv51 og Fv52 går langs vestsiden af fjorden, mens Fv293 går langs østsiden.
69°33′9.9216″N 19°41′29.832″Ø / 69.552756000°N 19.69162000°Ø